# Parlamento Vasco
El Parlamento Vasco (en euskera: Eusko Legebiltzarra) es la cámara que ejerce la potestad legislativa, elige el presidente del Gobierno Vasco (lendakari), aprueba los presupuestos de la comunidad autónoma del País Vasco e impulsa y controla la acción del Gobierno Vasco. Representa, asimismo, a los ciudadanos vascos. Su sede se encuentra en Vitoria.

## Historia
Estaba estipulado en el Estatuto de 1936 la creación de un Parlamento Vasco, pero la propia dinámica de la Guerra Civil y el escaso tiempo de vigencia del mismo —nueve meses—, imposibilitaron su puesta en práctica.
El Parlamento Vasco nació tras la aprobación del Estatuto de Autonomía del País Vasco de 1979 y realizó su primera sesión en la histórica Casa de Juntas de Guernica el 31 de marzo de 1980, junto al árbol de Guernica, símbolo de los fueros vascos a cuya sombra toman posesión los presidentes del Gobierno Vasco.
Su segundo emplazamiento fue el Palacio de la Diputación Foral de Vizcaya, en Bilbao, y su tercera sede provisional fue el edificio de las Juntas Generales de Álava, en Vitoria, ubicado a escasos metros del antiguo Instituto Ramiro de Maeztu, su emplazamiento definitivo desde el 1 de febrero de 1982. Este edificio del siglo XIX fue reformado por los arquitectos José Erbina y Julio Herrero. Además, en 2000 sus instalaciones administrativas se vieron ampliadas con la adquisición de un edificio cercano que se conecta mediante un túnel subterráneo.
El Parlamento Vasco está compuesto por setenta y cinco parlamentarios que representan a los ciudadanos de los tres territorios históricos que forman la comunidad autónoma del País Vasco: Álava, Guipúzcoa y Vizcaya; que aportan al Parlamento el mismo número de diputados cada una (25), aunque su demografía es muy diferente. Todas las sesiones que se celebran en el Parlamento Vasco se desarrollan en cualquiera de los dos idiomas oficiales del País Vasco, el euskera y el castellano.
El Parlamento Vasco aprobó, en su séptima legislatura, una ley destinada a promover la igualdad de derechos entre hombres y mujeres que incluía, como novedad, la obligación de que todas las candidaturas electorales incluyesen el al menos un cincuenta por ciento de mujeres en el conjunto de la lista y en cada tramo de seis candidatos. Igualmente se establecían medidas para que los candidatos fuesen colocados en las listas de modo que tuviesen las mismas oportunidades de ser elegidos. La consecuencia de esta normativa es que en su xi legislatura el Parlamento Vasco está compuesto por 40 mujeres y 35 hombres.
El Pleno lo preside una escultura en madera de roble, Izaro, realizada para la ocasión por el escultor bermeano Néstor Basterretxea y que evoca la figura de un árbol, como legado de la tradición vasca de legislar bajo los árboles de las anteiglesias. En el centro de la escultura se halla incrustado un trozo del antiguo árbol de Guernica, depositario de la tradición foral vasca.

## Presidencia del Parlamento Vasco

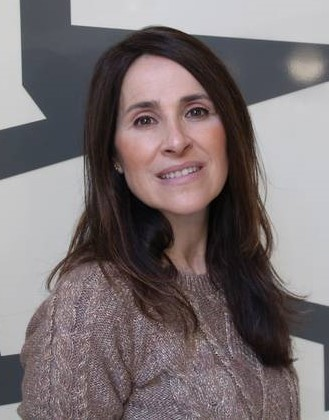
Bakartxo Tejeria, actual presidenta del Parlamento Vasco

| Legislatura      | Presidente/a               | Presidente/a                   | Partido  | Inicio de mandato       | Fin de mandato          |
| ---------------- | -------------------------- | ------------------------------ | -------- | ----------------------- | ----------------------- |
| I legislatura    |                            | Juan José Pujana Arza          | EAJ-PNV  | 31 de marzo de 1980     | 22 de marzo de 1984     |
| II legislatura   | 27 de marzo de 1984        | Juan José Pujana Arza          | EAJ-PNV  | 8 de enero de 1987      |                         |
| III legislatura  |                            | Jesús María Eguiguren Imaz     | PSE-PSOE | 8 de enero de 1987      | 18 de diciembre de 1990 |
| IV legislatura   |                            | Joseba Andoni Leizaola Azpiazu | EAJ-PNV  | 18 de diciembre de 1990 | 30 de noviembre de 1994 |
| V legislatura    | 30 de noviembre de 1994    | Joseba Andoni Leizaola Azpiazu | EAJ-PNV  | 25 de noviembre de 1998 |                         |
| VI legislatura   | Juan María Atutxa Mendiola | 25 de noviembre de 1998        | EAJ-PNV  | 8 de junio de 2001      |                         |
| VII legislatura  | Juan María Atutxa Mendiola | 8 de junio de 2001             | EAJ-PNV  | 16 de mayo de 2005      |                         |
| VIII legislatura | Izaskun Bilbao Barandika   | 23 de mayo de 2005             | EAJ-PNV  | 3 de abril de 2009      |                         |
| IX legislatura   |                            | Arantza Quiroga Cía            | PP       | 3 de abril de 2009      | 19 de noviembre de 2012 |
| X legislatura    |                            | Bakartxo Tejeria Otermin       | EAJ-PNV  | 20 de noviembre de 2012 | 20 de octubre de 2016   |
| XI legislatura   | 21 de octubre de 2016      | Bakartxo Tejeria Otermin       | EAJ-PNV  | 3 de agosto de 2020     |                         |
| XII legislatura  | 3 de agosto de 2020        | Bakartxo Tejeria Otermin       | EAJ-PNV  | 14 de mayo de 2024      |                         |
| XIII legislatura | 14 de mayo de 2024         | Bakartxo Tejeria Otermin       | EAJ-PNV  | En el cargo             |                         |

## Composición del Parlamento en la XIII legislatura

### Resultados
En las elecciones al Parlamento Vasco de 2024, celebradas el domingo 21 de abril, el Partido Nacionalista Vasco ganó las elecciones, aunque empatado con Euskal Herria Bildu en escaños, el Partido Socialista de Euskadi quedó en tercer lugar y el Partido Popular en cuarto lugar. Por último, tanto Vox como Sumar obtuvieron un único representante por Álava. Los resultados totales fueron los siguientes:
| Elecciones al Parlamento Vasco de 2024             | Elecciones al Parlamento Vasco de 2024 | Elecciones al Parlamento Vasco de 2024 | Elecciones al Parlamento Vasco de 2024 | Elecciones al Parlamento Vasco de 2024 | Elecciones al Parlamento Vasco de 2024 | Elecciones al Parlamento Vasco de 2024 |
| Partido político                                   | Candidato                              | Votos                                  | Votos                                  | Diputados                              | Diputados                              |                                        |
| -------------------------------------------------- | -------------------------------------- | -------------------------------------- | -------------------------------------- | -------------------------------------- | -------------------------------------- | -------------------------------------- |
| Euzko Alderdi Jeltzalea-Partido Nacionalista Vasco | Imanol Pradales                        | 370 554                                | 35,22 %                                | 27                                     | 4                                      |                                        |
| Euskal Herria Bildu                                | Pello Otxandiano                       | 341 735                                | 32,48 %                                | 27                                     | 6                                      |                                        |
| Partido Socialista de Euskadi-Euskadiko Ezkerra    | Eneko Andueza                          | 149 660                                | 14,22 %                                | 12                                     | 2                                      |                                        |
| Partido Popular                                    | Javier de Andrés                       | 97 149                                 | 9,23%                                  | 7                                      | 1                                      |                                        |
| Sumar                                              | Alba García Martín                     | 35 092                                 | 3,34 %                                 | 1                                      | 1                                      |                                        |
| Vox                                                | Amaia Martínez                         | 21 396                                 | 2,03 %                                 | 1                                      |                                        |                                        |
| Fuente: euskadi.eus                                |                                        |                                        |                                        |                                        |                                        |                                        |

### Órganos del Parlamento

#### Mesa
La Mesa es el órgano colegiado rector del Parlamento, actúa bajo la autoridad y dirección de su presidenta o presidente y ostenta la representación de la Cámara en los actos a que concurra. Está compuesta por la presidenta o presidente, dos vicepresidentas o vicepresidentes y dos secretarias o secretarios, y está asesorada por la letrada o letrado mayor. El Pleno elige a los miembros de la Mesa en la sesión constitutiva del Parlamento.
En la constitución del Parlamento Vasco tras las elecciones de 2024, fue elegida la mesa siguiente:
| Cargo                  | Titular                  | Partido  |
| ---------------------- | ------------------------ | -------- |
| Presidenta             | Bakartxo Tejeria Otermin | EAJ-PNV  |
| Vicepresidente primero | Susana Corcuera          | PSE-EE   |
| Vicepresidenta segunda | Eba Blanco de Angulo     | EH Bildu |
| Secretario primero     | Ion Aiartza              | EAJ-PNV  |
| Secretaria segunda     | Eraitz Saez de Egilaz    | EH Bildu |

#### Grupos parlamentarios
El Parlamento está compuesto por 75 parlamentarios. La composición es paritaria; es decir, que el número de representantes de cada uno de los tres territorios históricos (Álava, Vizcaya y Guipúzcoa) es el mismo. La elección se verifica en cada territorio atendiendo a criterios de representación proporcional.
| Grupo Parlamentario      | Grupo Parlamentario                    | Integrantes                                        | Portavoz               | Escaños |
| ------------------------ | -------------------------------------- | -------------------------------------------------- | ---------------------- | ------- |
|                          | Euzko Abertzaleak-Nacionalistas Vascos | Euzko Alderdi Jeltzalea-Partido Nacionalista Vasco | Joseba Díez Antxustegi | 27      |
|                          | EH Bildu                               | Euskal Herria Bildu                                | Pello Otxandiano       | 27      |
|                          | Socialistas Vascos-Euskal Sozialistak  | Partido Socialista de Euskadi-Euskadiko Ezkerra    | Eneko Andueza          | 12      |
|                          | Popular Vasco                          | Partido Popular del País Vasco                     | Laura Garrido          | 7       |
|                          | Mixto-Vox                              | Vox                                                | Amaia Martínez         | 1       |
|                          | Mixto-Sumar                            | Ezker Anitza                                       | Jon Hernández          | 1       |
| Fuente: Parlamento Vasco |                                        |                                                    |                        |         |

#### Junta de Portavoces
Los portavoces o las portavoces de los grupos parlamentarios constituyen la Junta de Portavoces, que se reúne bajo la presidencia de la presidenta o presidente del Parlamento Vasco, quien la convoca a iniciativa propia o a petición de dos grupos parlamentarios o de la quinta parte de los miembros de la Cámara. Pueden asistir también los miembros de la Mesa, y en todo caso una de sus secretarias o secretarios, quienes tienen voz en las deliberaciones, y la letrada o letrado mayor o la letrada o letrado que lo sustituya, que ejerce las funciones que en relación con la Mesa le atribuye el Reglamento.
| Cargo                    | Cargo                                                  | Titular                  | Lista    |
| ------------------------ | ------------------------------------------------------ | ------------------------ | -------- |
| Presidenta               | Presidenta                                             | Bakartxo Tejeria Otermin | EAJ-PNV  |
| Vicepresidenta primera   | Vicepresidenta primera                                 | Susana Corcuera          | PSE-EE   |
| Vicepresidenta segunda   | Vicepresidenta segunda                                 | Eba Blanco de Angulo     | EH Bildu |
| Secretario primero       | Secretario primero                                     | Ion Aiartza              | EAJ-PNV  |
| Secretaria segunda       | Secretaria segunda                                     | Eraitz Saez de Egilaz    | EH Bildu |
| Portavoces titulares     |                                                        |                          |          |
|                          | Portavoz del GP Euzko Abertzaleak-Nacionalistas Vascos | Joseba Díez Antxustegi   | EAJ-PNV  |
|                          | Portavoz del GP EH Bildu                               | Pello Otxandiano Kanpo   | EH Bildu |
|                          | Portavoz del GP Socialistas Vascos-Euskal Sozialistak  | Eneko Andueza Lorenzo    | PSE-EE   |
|                          | Portavoz del GP Popular Vasco                          | Laura Garrido Knörr      | PP Vasco |
|                          | Portavoz del GP Mixto                                  | Amaia Martínez Grisaleña | Vox      |
| Fuente: Parlamento Vasco |                                                        |                          |          |

#### Comisiones
Las comisiones están formadas por los miembros que designen los grupos parlamentarios en el número que respecto de cada uno indique la Junta de Portavoces, y reflejan proporcionalmente la composición de la Cámara. Todos los grupos parlamentarios tienen derecho a contar, como mínimo, con un representante en cada comisión. 
| Comisiones del Parlamento Vasco                     |                              |       |          |
| Comisión                                            | Presidencia                  | Grupo | Grupo    |
| Instituciones, Gobernanza Pública y Seguridad       | Olatz Peon Ormazabal         |       | EAJ-PNV  |
| Hacienda y Presupuestos                             | Álvaro Gotxi García          |       | PP       |
| Movilidad Sostenible                                | Pau Blasi Uribarri           |       | PSE-EE   |
| Industria, Transición Energética y Sostenibilidad   | Mikel Arruabarrena Azpitarte |       | EAJ-PNV  |
| Alimentación, Desarrollo Rural, Agricultura y Pesca | Aritz Abaroa Cantuariense    |       | EAJ-PNV  |
| Reglamento y Gobierno                               | Bakartxo Tejeria Otermin     |       | EAJ-PNV  |
| Incompatibilidades                                  | Ainhoa Domaica Goñi          |       | PP Vasco |
| Educación                                           | Alazne Arana Oyarbide        |       | EAJ-PNV  |
| Bienestar, Juventud y Reto Demográfico              | Maitane Ipiñazar Miranda     |       | EAJ-PNV  |
| Economía, Trabajo y Empleo                          | Aroa Jilete González         |       | EH Bildu |
| Justicia y Derechos Humanos                         | Ekain Rico Lezama            |       | PSE-EE   |
| Control de EITB                                     | Jonatan Moreno Carranza      |       | EAJ-PNV  |
| Salud                                               | Elena Lete García            |       | EAJ-PNV  |
| Ciencia, Universidades e Innovación                 | Xabier Barandiaran Irastorza |       | EAJ-PNV  |
| Asuntos Europeos y Acción Exterior                  | Naiara Bedialauneta Bilbao   |       | EAJ-PNV  |
| Cultura, Euskera y Deporte                          | Ima Garrastatxu Urbaneja     |       | EH Bildu |
| Estatuto Parlamentario                              | Jon Andoni Atutxa Sain       |       | EAJ-PNV  |
| Planificación Territorial, Vivienda y Agenda Urbana | Miren Gallástegui Oyarzábal  |       | PSE-EE   |
| Turismo, Comercio y Consumo                         | Itziar Murua Uria            |       | EH Bildu |
| Igualdad y Cooperación al Desarrollo                | Irina Rabalo Navarro         |       | EAJ-PNV  |

## Participación ciudadana
Esta institución está desarrollando un proceso que puede resultar interesante para los politólogos y los ciudadanos interesados en la participación de los ciudadanos en los procesos de decisión. Es el primero de España en disponer de una lista de distribución de correo electrónico que permite a cualquier ciudadano elegir los temas que quiere seguir, recibir información personalizada sobre su evolución, enviar a los grupos parlamentarios comentarios o sugerencias y acceder a toda la documentación original desde el mensaje que se recibe. Los expedientes digitales a los que se accede incluyen, además de documentos originales, clips de vídeo de los debates. Este proyecto se denomina Zabalik (abierto).

## Senadores designados por el Parlamento Vasco
Una de las funciones que desempeña el Parlamento Vasco es la designación de los senadores que deben representar al País Vasco, conforme a lo previsto en la Constitución y en la forma que determine la Ley de Designación de Senadores en representación del País Vasco.
La designación de los senadores vascos se produjo el día 24 de septiembre de 2020 en el Parlamento Vasco. Así, se eligieron a un representante del EAJ-PNV, uno de EH Bildu y otro del PSE-EE. Por lo tanto, la lista de senadores designados por el Parlamento Vasco quedó de la siguiente forma:
| Partido              | Partido  | Senadores                            | Fecha inicio             | Fecha fin               |
| -------------------- | -------- | ------------------------------------ | ------------------------ | ----------------------- |
|                      | EAJ-PNV  | Estefanía Beltrán de Heredia Arroniz | 25 de septiembre de 2020 |                         |
|                      | EH Bildu | Idurre Bideguren Gabantxo            | 25 de septiembre de 2020 |                         |
|                      | PSE-EE   | Antonio Julián Rodríguez Esquerdo    | 25 de septiembre de 2020 | 31 de diciembre de 2021 |
| Alfonso Gil Invernón | PSE-EE   | 11 de febrero de 2022                |                          |                         |

## Composición histórica del Parlamento Vasco
| Candidatura | Candidatura | Candidatura | 2024     | 2020     | 2016     | 2012     | 2009     | 2005     | 2001     | 1998     | 1994     | 1990     | 1986     | 1984     | 1980     |
| Candidatura | Candidatura | Candidatura | Miembros | Miembros | Miembros | Miembros | Miembros | Miembros | Miembros | Miembros | Miembros | Miembros | Miembros | Miembros | Miembros |
| ----------- | ----------- | ----------- | -------- | -------- | -------- | -------- | -------- | -------- | -------- | -------- | -------- | -------- | -------- | -------- | -------- |
|             | EAJ-PNV     | [ n. 1 ]    | 27       | 31       | 28       | 27       | 30       | 22       | 26       | 21       | 22       | 22       | 17       | 32       | 25       |
|             | EH Bildu    |             | 27       | 21       | 18       | 21       |          |          |          |          |          |          |          |          |          |
|             | PSE-EE      |             | 12       | 10       | 9        | 16       | 25       | 18       | 13       | 14       | 12       |          |          |          |          |
|             | PP          |             | 7        |          | 9        | 10       | 13       | 15       | 19       | 16       | 11       | 6        |          |          |          |
|             | Sumar       |             | 1        |          |          |          |          |          |          |          |          |          |          |          |          |
|             | Vox         |             | 1        | 1        | —        |          |          |          |          |          |          |          |          |          |          |
|             | Elkarrekin  |             | —        | 6        | 11       |          |          |          |          |          |          |          |          |          |          |
|             | PP+Cs       | [ n. 2 ]    |          | 6        |          |          |          |          |          |          |          |          |          |          |          |
|             | UPyD        |             |          |          |          | 1        | 1        |          |          |          |          |          |          |          |          |
|             | EB-B        | [ n. 3 ]    |          |          |          | —        | 1        | 3        | 3        | 2        | 6        | —        | —        |          |          |
|             | Aralar      | [ n. 4 ]    |          |          |          |          | 4        | 1        |          |          |          |          |          |          |          |
|             | EA          | [ n. 5 ]    |          |          |          |          | 1        | 7        | 7        | 6        | 8        | 9        | 13       |          |          |
|             | D3M         | [ n. 6 ]    |          |          |          |          | —        |          |          |          |          |          |          |          |          |
|             | EHAK        | [ n. 7 ]    |          |          |          |          |          | 9        |          |          |          |          |          |          |          |
|             | UA          | [ n. 8 ]    |          |          |          |          |          | —        |          | 2        | 5        | 3        |          |          |          |
|             | EH          | [ n. 9 ]    |          |          |          |          |          |          | 7        | 14       |          |          |          |          |          |
|             | HB          | [ n. 10 ]   |          |          |          |          |          |          |          |          | 11       | 13       | 13       | 11       | 11       |
|             | PSE-PSOE    | [ n. 11 ]   |          |          |          |          |          |          |          |          |          | 16       | 19       | 19       | 9        |
|             | EE          | [ n. 12 ]   |          |          |          |          |          |          |          |          |          | 6        | 9        | 6        | 6        |
|             | CDS         |             |          |          |          |          |          |          |          |          |          | —        | 2        |          |          |
|             | CP          | [ n. 13 ]   |          |          |          |          |          |          |          |          |          |          | 2        | 7        |          |
|             | PCE-EPK     | [ n. 14 ]   |          |          |          |          |          |          |          |          |          |          | —        | —        | 1        |
|             | UCD         | [ n. 15 ]   |          |          |          |          |          |          |          |          |          |          |          |          | 6        |
|             | AP          |             |          |          |          |          |          |          |          |          |          |          |          |          | 2        |